# Practice What You Preach (film 1917 Chaudet)
Practice What You Preach è un cortometraggio muto del 1917 diretto da Louis Chaudet.

## Produzione
Il film fu prodotto dalla Nestor Film Company.

## Distribuzione
Il copyright del film venne registrato il 19 dicembre 1916. Distribuito dall'Universal Film Manufacturing Company, il cortometraggio uscì nelle sale cinematografiche USA il 1º gennaio 1917.